# Lucas Thwala
Lucas Bongane Thwala (Nelspruit, Dél-afrikai Köztársaság, 1981. október 19. –) dél-afrikai labdarúgó, aki jelenleg az Orlando Piratesben játszik hátvédként.

## Pályafutása
Thwala a Saints ifiakadémiáján kezdett el futballozni, innen került át az Orlando Pirateshez, ahol 2004-ben kapott profi szerződést.

## Válogatott
Thwala 2005 óta tagja a dél-afrikai válogatottnak. Részt vett a 2005-ös CONCACAF-aranykupán és behívót kapott a 2010-es világbajnokságra is.

## Külső hivatkozások
- Pályafutása statisztikái

## Fordítás
- Ez a szócikk részben vagy egészben  a   Lucas Thwala című angol Wikipédia-szócikk fordításán alapul.  Az eredeti cikk szerkesztőit annak laptörténete sorolja fel. Ez a jelzés csupán a megfogalmazás eredetét és a szerzői jogokat jelzi, nem szolgál a cikkben szereplő információk forrásmegjelöléseként.